# West Indies Cricket Team in Australien in der Saison 2015/16
Die Spielserie des West Indies Cricket Team in Australien in der Saison 2015/16 fand vom 10. Dezember 2015 bis zum 7. Januar 2016 statt. Die internationale Cricket-Tour war Teil der Internationalen Cricket-Saison 2015/16 und umfasste drei Test Matches. Australien gewann die Serie mit 2:0.

## Vorgeschichte
Die West Indies hatten zuvor in der Saison eine Tour in Sri Lanka gespielt, in der die Test-Serie und ODI-Serie verloren und in der Twenty20-Serie ein unentschieden erzielten. Australien spielte zuvor eine Testserie gegen Neuseeland auf heimischen Boden, die sie mit 2–0 für sich entscheiden konnten.

## Stadien
Die folgenden Stadien wurden für die Tour als Austragungsort vorgesehen und am 9. Juli 2015 bekanntgegeben.
| Stadion   | Stadt                    | Kapazität | Spiele  |
| --------- | ------------------------ | --------- | ------- |
| Hobart    | Bellerive Oval           | 20.000    | 1. Test |
| Melbourne | Melbourne Cricket Ground | 100.024   | 2. Test |
| Sydney    | Sydney Cricket Ground    | 48.000    | 3. Test |

## Kaderlisten
West Indies benannte seinen Kader am 10. November 2015.
Australien benannte seinen Kader am 1. Dezember 2015.
| Test | Test |
| Australien | West Indies |
| --- | --- |
| - Steve Smith (K) - David Warner (VK) - Scott Boland - Joe Burns - Nathan Coulter-Nile - Josh Hazlewood - Usman Khawaja - Nathan Lyon - Mitchell Marsh - Shaun Marsh - Peter Nevill (wk) - Steve O’Keefe - James Pattinson - Peter Siddle - Adam Voges | - Jason Holder (K) - Kraigg Brathwaite (VK) - Devendra Bishoo - Jermaine Blackwood - Carlos Brathwaite - Darren Bravo - Rajendra Chandrika - Miguel Cummins - Shane Dowrich - Shannon Gabriel - Shai Hope - Denesh Ramdin (wk) - Kemar Roach - Marlon Samuels - Jerome Taylor - Jomel Warrican |

## Tour Matches
| 2. – 5. Dezember Scorecard | Brisbane | West Indians 243 (90.5) & 210 (58.2)        | – | Cricket Australia XI 444 (104.2) & 13-0 (2.5) |
|                            |          | Cricket Australia XI gewinnt mit 10 Wickets |   |                                               |

| 19. – 20. Dezember Scorecard | Geelong | Victoria 303-8d (90) | – | West Indians 169-3 (58) |
|                              |         | Remis                |   |                         |

## Tests

### Erster Test in Hobart
| 10. – 14. Dezember Scorecard | Hobart | Australien 583-4d (114)                           | – | West Indies 223 (70) & 148 (36.3) (f/o) |
|                              |        | Australien gewinnt mit einem Innings und 212 Runs |   |                                         |

### Zweiter Test in Melbourne
| 26. – 30. Dezember Scorecard | Melbourne | Australien 551-3d (135) & 179-3d (32) | – | West Indies 271 (100.3) & 282 (88.3) |
|                              |           | Australien gewinnt mit 177 Runs       |   |                                      |

### Dritter Test in Sydney
| 3. – 7. Januar Scorecard | Sydney | West Indies 330 (112.1) | – | Australien 176-2 (38) |
|                          |        | Remis                   |   |                       |

## Statistiken
Die folgenden Cricketstatistiken wurden bei dieser Tour erzielt.
| Tests             | Tests       | Tests   | Tests   | Tests   | Tests   | Tests   | Tests   | Tests   |
| Batting           | Batting     | Batting | Batting | Batting | Batting | Batting | Batting | Batting |
| Spieler           | Mannschaft  | Spiele  | Innings | Runs    | Average | HS      | 100s    | 50s     |
| ----------------- | ----------- | ------- | ------- | ------- | ------- | ------- | ------- | ------- |
| Adam Voges        | Australien  | 3       | 2       | 375     |         | 269*    | 2       | 0       |
| Darren Bravo      | West Indies | 3       | 5       | 247     | 49,40   | 108     | 1       | 1       |
| Kraigg Brathwaite | West Indies | 3       | 5       | 229     | 45,80   | 94      | 0       | 2       |
| David Warner      | Australien  | 3       | 4       | 226     | 75,33   | 122*    | 1       | 1       |
| Steven Smith      | Australien  | 3       | 3       | 214     | 214,00  | 134*    | 1       | 1       |
| Bowling           |             |         |         |         |         |         |         |         |
| Spieler           | Mannschaft  | Spiele  | Overs   | Wickets | Average | BBI     | 5W      | 10W     |
| James Pattinson   | Australien  | 3       | 80.3    | 13      | 22,46   | 5/27    | 1       | 0       |
| Nathan Lyon       | Australien  | 3       | 121     | 13      | 25,46   | 4/66    | 0       | 0       |
| Josh Hazlewood    | Australien  | 3       | 87.3    | 8       | 27,00   | 4/45    | 0       | 0       |
| Mitchell Marsh    | Australien  | 3       | 38.3    | 5       | 28,20   | 4/61    | 0       | 0       |
| Peter Siddle      | Australien  | 2       | 49      | 5       | 29,00   | 2/36    | 0       | 0       |
| Jomel Warrican    | West Indies | 3       | 77      | 5       | 76,00   | 3/158   | 0       | 0       |

## Player of the Series
Als Player of the Series wurden die folgenden Spieler ausgezeichnet.
| Serie | Player of the Series |
| ----- | -------------------- |
| Test  | Adam Voges           |

### Player of the Match
Als Player of the Match wurden die folgenden Spieler ausgezeichnet.
| Spiel   | Player of the Match |
| ------- | ------------------- |
| 1. Test | Adam Voges          |
| 2. Test | Nathan Lyon         |
| 3. Test | David Warner        |